# كاثرين جونز
كاثرين جونز (بالإنجليزية: Catherine Johns)‏ هي عالمة آثار بريطانية، ولدت في 1935.